# Fritz Voellmy

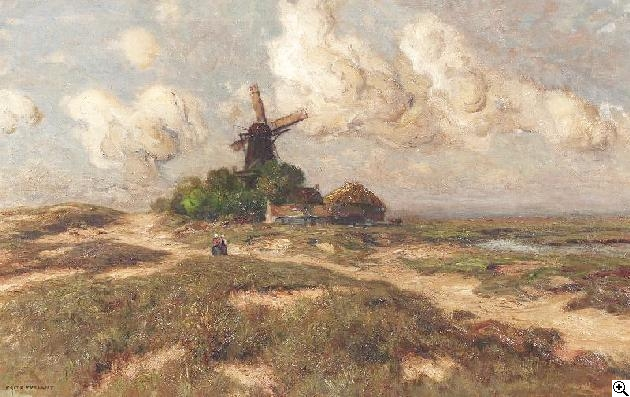
Fritz Voellmy: Holländische Dünenlandschaft mit Windmühle

Fritz Voellmy (* 20. März 1863 in Basel; † 9. März 1939 ebenda) war ein Schweizer Maler.
Voellmy studierte an der Großherzoglichen Badischen Kunstschule Karlsruhe bei Gustav Schönleber und setzte dann sein Studium in München fort. Er gehörte 1892 zu den Gründungsmitgliedern der Münchener Secession. In den 1890er Jahren besuchte er die Gutacher Malerkolonie.

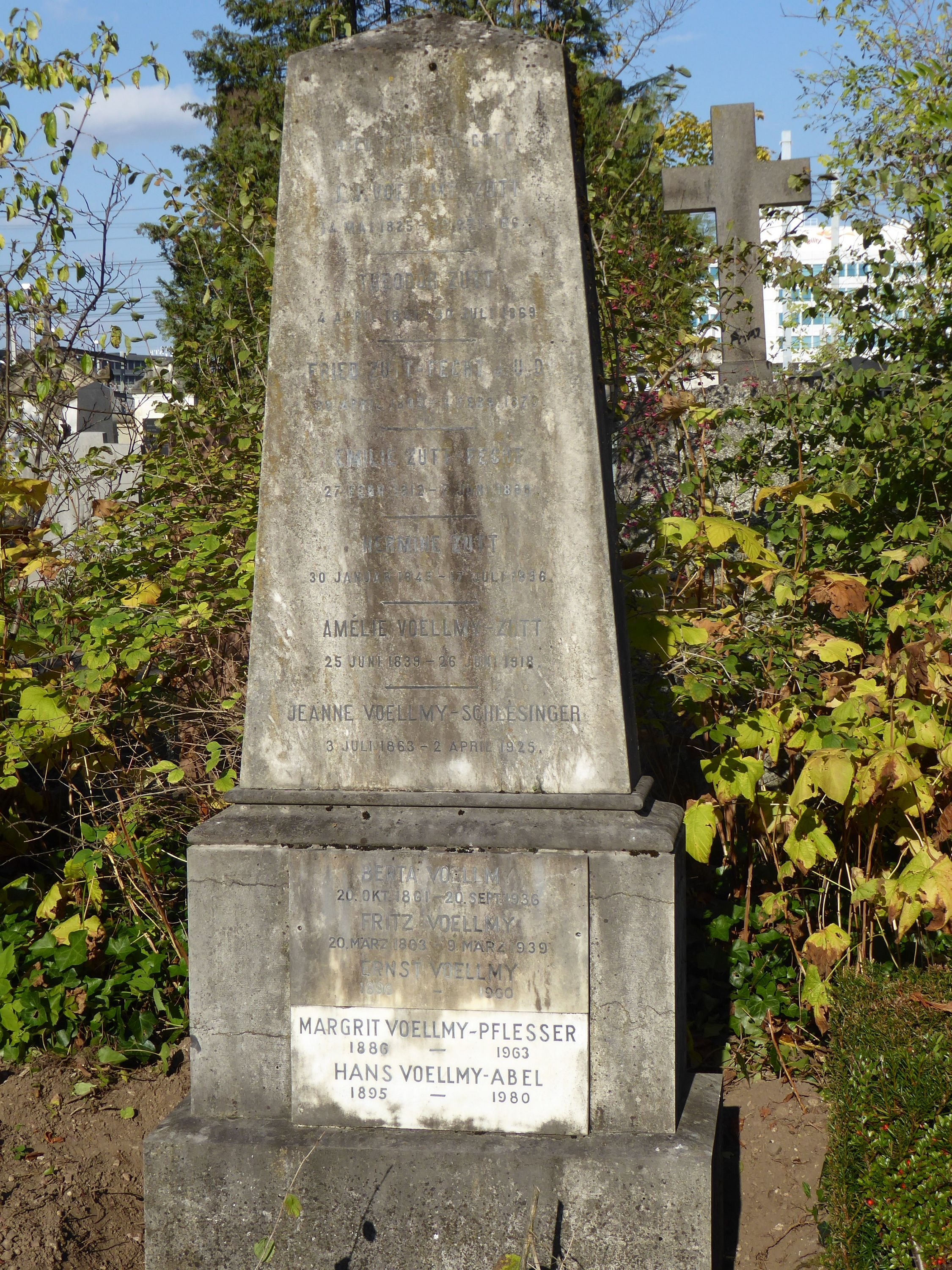
Grab, Wolfgottesacker in Basel

Fritz Voellmy war ein frühes Mitglied des Deutschen Künstlerbundes. Ab 1906 ist sein Name in dessen Mitgliederverzeichnis verzeichnet. In Basel hatte er sein Atelier in einem 1908 von Wilhelm Bernoulli erbauten Haus an der Arnold-Böcklin-Strasse.